# LUX 016
LUX 016 fue un evento de artes marciales mixtas producido por LUX Fight League, que se llevó a cabo el 17 de septiembre de 2021 en el Pepsi Center WTC de Ciudad de México, México.

## Antecedentes
El evento marcó la primera visita de la promoción a la Ciudad de México desde LUX 008.
Una pelea por el Campeonato de Peso Ligero de LUX entre el campeón Sergio Cossio y Alan Domínguez fue programada para el estelar.
La pelea coestelar contó con un combate de peso ligero entre los debutantes en LUX Alejandro «Pato» Martínez y Gian Franco Cortéz.

## Resultados
1. ↑  Por el Campeonato de Peso Ligero de LUX